# Bodyswerve
Bodyswerve è il primo album in studio da solista del cantante australiano Jimmy Barnes, pubblicato nel 1984.

## Tracce
1. Vision (Barnes)
2. Daylight (Barnes)
3. Promise Me You'll Call (Barnes)
4. No Second Prize (Barnes)
5. Boys Cry Out for War (Barnes)
6. Paradise (Barnes)
7. A Change is Gonna Come (Cooke)
8. Thick Skinned (Barnes, Ray Arnott)
9. Piece of My Heart (Ragovoy, Berns)
10. Fire (Eastick)
11. World's on Fire (Barnes, Clapton, Eastick, Howe, Arnott, Stockley)